# Серафим (Дулгов)
Архиепи́скоп Серафи́м (в миру И́горь Алекса́ндрович Дулго́в, фр. Igor Doulgoff; 19 июня 1923, Москва, СССР — 24 ноября 2003, Леснинский монастырь, Франция) — епископ Русской православной церкви заграницей, с 19 сентября 1993 года — Леснинский, викарий Западно-Европейской епархии, с 3 ноября 1993 года до 1995 года — епископ Леснинский и Западно-Европейский, временно управляющий епархией, с 1995 года до 17 октября 2000 года — архиепископ Брюссельский и Западно-Европейский.

## Биография

### Детство
Родился 19 июня (по другим данным 19 июля) 1923 года в Москве. С 1928 года вместе с матерью Елизаветой (отец был уже за границей) уехал в Берлин, затем во Францию. Начальное образование получил в русской школе и Версальском кадетском корпусе имени императора Николая II в пригороде Парижа, где нес послушание прислужника и псаломщика.

### Образование и начало церковного служения
Иподиакон митрополита Серафима (Лукьянова). Во время Второй мировой войны учился во французской Высшей инженерной школе.
Был угнан в Германию. Вернулся во Францию, В 1945 году окончил высшую инженерную школу. Работал по инженерной специальности на нескольких французских предприятиях.
Несмотря на переход в 1945 году митрополита Серафима (Лукьянова) (и с ним почти всех приходов РПЦЗ во Франции) в лоно Московского Патриархата, остался верен Русской Зарубежной Церкви.
В 1946—1950 годах учился в Свято-Сергиевском православном богословском институте, который закончил с дипломом первой степени.
Помогал в обустройстве нового кафедрального храма всех святых в земле Российской просиявших в Париже, служил иподиаконом епископа Нафанаила (Львова). Принимал деятельное участие в организации приёма в Париже переехавшего из Сербии в 1950 году Леснинского монастыря, а также нового архиерея — епископа Иоанна (Максимовича).
Состоял в переписке с архиепископом Чикагским Серафимом (Ивановым), журившем его за нестремление к священству.
С 1954 года — член редколлегии газеты «Голос национальной России».
В 1950-е жил в Ницце, был настоятелем дома «Regina» для престарелых русских беженцев.

### Служение в сане священника
В 1961 году в Женеве рукоположён целибатом во диакона и иерея в помощь престарелому митрофорному протоиерею Николаю Соболеву, настоятелю Михаило-Архангельского храма в Канне. По кончине последнего в 1963 году назначен настоятелем этого храма.
После закрытия южного лагеря «Витязей» в Мандельё заботился о воспитании приходской молодёжи, организуя летний лагерь на территории храма. Во время настоятельства отца Игоря при храме действовала иконописная мастерская Цевчинского. Изобразительным творчеством на приходе занимался также обращённый из католичества художник Робер Мишо-Вернез, рукоположённый в священника с именем Патрик.
С 1971 года — протоиерей и благочинный юга Франции. В этом же году воздвиг на каннском некрополе Абади Успенскую часовню-костницу для сбережения православных захоронений этого кладбища и кладбища Гран-Жас (разрешение на строительство получено в 1966 году).
С 1987 года настоятель храма святителя Николая Чудотворца в Лионе. Имел намерение удалиться по состоянию здоровья в Леснинский монастырь, где начал сооружение небольшого домика.

### Архиерейство
Архиепископ Женевский и Западно-Европейский Антоний (Бартошевич), зная о своей неизлечимой болезни, указал в качестве возможного преемника на протоиерея Игоря Дулгова.
Неожиданно для себя, отец Игорь в сентябре 1993 года был пострижен в Крестовоздвиженском кафедральном соборе Женевы в монашество с именем Серафим в честь священноисповедника Серафима (Загоровского).
Не отрицая благодатности Московского Патриархата, являлся противником объединения РПЦЗ с ним. В частности, при наречении в епископа он заявил: «Исчезни мы, вольись мы в безформенную массу официальной Церкви, мы потеряем всю нашу соль, всю нашу силу… и руки у официальной Церкви полностью развяжутся. И не только в области экуменизма, но и во многих других беззакониях. Кто может знать, по какой покатой плоскости она покатится и тогда уже без тормозов … Куда она заведёт себя и Православие в России?…»
19 сентября 1993 года хиротонисан в женевском соборе в епископа Леснинского, викария Западно-Европейской епархии. Хиротонию совершили митрополит Восточно-Американский и Нью-Йоркский Виталий (Устинов), архиепископ Женевский и Западно-Европейский Антоний, архиепископ Берлинский и Германский Марк (Арндт), епископ Каннский Варнава (Прокофьев). Резиденцией нового викария стала Леснинская обитель.
3 ноября назначен управляющим Западно-Европейской епархией с титулом епископ Леснинский и Западно-Европейский. Впервые в истории Русской Церкви епископскую кафедру нарекли в честь женского монастыря, что смутило многих.
4 июля 1994 года решением первой сессии Архиерейского Собора РПЦЗ nитул изменён на «Брюссельский и Западно-Европейский».
30 ноября 1994 года решением второй сессии Архиерейского Собора РПЦЗ возведён в сан архиепископа.

### Последние годы жизни
В 1998 году открылась предсмертная болезнь владыки (рак). На заседании Синода РПЦЗ 14 и 15 сентября 1999 года просившийся на покой архиепископ Серафим (Дулгов) предложил разделить епархию на две части, каждой из которых управляли бы его викарные епископы Варнава (Прокофьев) и Амвросий (Кантакузен). Синод принял предложение архиепископа Серафима и постановил предоставить ему длительный отпуск, а вопрос о его освобождении от управления епархией передал на решение следующего Архиерейского Собора, намеченного на 2000 год. Временное попечение о приходах епархии распределялось между епископами Варнавой и Амвросием: во Франции и Португалии после имён митрополита Виталия и архиепископа Серафима стали поминать епископа Варнаву. В Бельгии, Голландии, Люксембурге, Италии и Швейцарии — епископа Амвросия.
17 октября 2000 года Архиерейский Собор РПЦЗ удовлетворил его просьбу о почислении на покой с правом жить при Леснинской обители во Франции. Несмотря на болезнь, продолжал служить, хотя и редко.
В начале 2001 года перенес тяжёлую операцию, которая прошла не совсем удачно, и силы его стали заметно угасать.
В 2000—2001 годы Архиерейский Синод РПЦЗ взял курс на примирение с Церковью в Отечестве. Несмотря на это владыка Серафим остался верен РПЦЗ вплоть до своей кончины, не поддержав ушедших в раскол рукоположивших его митрополита Виталия и епископа Варнаву, а также каннский приход, которому он отдал 27 лет своей жизни.
5 ноября 2003 года отслужил Литургию святого апостола Иакова, которую особенно любил и долгие годы изучал и разрабатывал. В следующее воскресенье он не служил, но сказал проповедь с толкованием молитвы «Единородный Сыне», и почти сразу же уехал в свой домик, сославшись на грипп. В тот же вечер он сам вызвал скорую помощь, так как упал у себя дома и не смог встать.

### Смерть и похороны
В воскресенье 23 ноября 2003 года у архиепископа Серафима началось кровотечение и его отвезли в больницу, где он через несколько часов скончался. Похоронен в Леснинском монастыре.
Отпевание архиепископа Серафима состоялось 26 ноября в Лесненском монастыре. Накануне прибыли епископ Женевский и Западно-Европейский Амвросий (Кантакузен) с духовенством Женевского Крестовоздвиженского Собора, а также архиепископ Берлинский, Германский и Великобританский Марк (Арндт), епископ Штутгартский Агапит (Горачек), протоиереи Михаил Кастельбажак, Павел Цветков, Николай Артёмов, иереи Адриан Эчеваррия, Илья Лимбергер, Квентин Кастельбажак, Михаил Гудков и диакон Андрей Меясу. Согласно воле завещанию архиепископа Серафима, отпевание совершалось по монашескому чину. Процессия на кладбище шла еще под дождем, но когда владыку начали опускать в землю, вдруг пробилось солнышко и день завершился красивейшим закатом.

## Публикации
- «Какое счастье быть священником!» // Русский пастырь. 2000. — № 36.
- Владыка Серафим: Нам нельзя причащаться у священников Московской Патриархии // Наша страна. 2003. — № 2740 от 22 ноября 2003. — С. 1.

## Сочинения
- Слово Иером. Серафима (Дулгова) при наречении во епископа — сент. 1993 г.
- Епископ Серафим (Дулгов): Православные святые Франции